# Halicryptus higginsi
Halicryptus higginsi är en djurart som tillhör fylumet snabelsäckmaskar, och som beskrevs av John F. Shirley och Storch 1999. Halicryptus higginsi ingår i släktet Halicryptus och familjen Priapulidae. Inga underarter finns listade i Catalogue of Life.